# Дру (округ)
Дру (англ. Drew County) — округ в штате Арканзас, США с населением в 18723 человек по статистическим данным переписи 2000 года. Столица округа находится в городе Монтиселло.
Округ был образован 26 ноября 1846 года и получил своё название в честь третьего губернатора Арканзаса Томаса Стивенсона Дрю.

## География
По данным Бюро переписи населения США округ Дру имеет общую площадь в 2165 квадратных километров, из которых 2145 кв. километров занимает земля и 18 кв. километров — вода. Площадь водных ресурсов округа составляет 0,89 % от всей его площади.

### Соседние округа
- Линкольн — север
- Дешей — северо-восток
- Шико — юго-восток
- Ашли — юг
- Брадли — запад
- Кливленд — северо-запад

## Демография

Диаграмма распределения населения округа по возрастным диапазонам. Данные переписи населения 2000 года

По данным переписи населения 2000 года в округе проживало 18 723 человек, 5 091 семей, насчитывалось 7 337 домашних хозяйств и 8 287 жилых домов. Средняя плотность населения составляла 9 человек на один квадратный километр. Расовый состав округа по данным переписи распределился следующим образом: 70,30 % белых, 27,16 % чёрных или афроамериканцев, 0,25 % коренных американцев, 0,42 % азиатов, 0,02 % выходцев с тихоокеанских островов, 0,85 % смешанных рас, 1,00 % — других народностей. Испано- и латиноамериканцы составили 1,76 % от всех жителей округа.
Из 7 337 домашних хозяйств в 33,50 % — воспитывали детей в возрасте до 18 лет, 51,30 % представляли собой совместно проживающие супружеские пары, в 14,20 % семей женщины проживали без мужей, 30,60 % не имели семей. от общего числа семей на момент переписи жили самостоятельно, при этом 10,50 % составили одинокие пожилые люди в возрасте 65 лет и старше. Средний размер домашнего хозяйства составил 2,46 человек, а средний размер семьи — 2,97 человек.
Население округа по возрастному диапазону по данным переписи 2000 года распределилось следующим образом: 25,80 % — жители младше 18 лет, 12,60 % — между 18 и 24 годами, 27,20 % — от 25 до 44 лет, 21,50 % — от 45 до 64 лет и 12,80 % — в возрасте 65 лет и старше. Средний возраст жителей округа составил 34 года. На каждые 100 женщин в округе приходилось 94,10 мужчин, при этом на каждых сто женщин 18 лет и старше приходилось 91,50 мужчин также старше 18 лет.
Средний доход на одно домашнее хозяйство в округе составил 28 627 долларов США, а средний доход на одну семью в округе — 37 317 долларов. При этом мужчины имели средний доход в 30 794 долларов США в год против 20 707 долларов США среднегодового дохода у женщин. Доход на душу населения в округе составил 16 264 долларов США в год. 13,10 % от всего числа семей в округе и 18,20 % от всей численности населения находилось на момент переписи населения за чертой бедности, при этом 21,90 % из них были моложе 18 лет и 21,80 % — в возрасте 65 лет и старше.

## Главные автодороги
- US 165
- US 278
- US 425
- AR 4
- AR 8
- AR 35
- AR 133
- AR 530

## Населённые пункты
- Джером
- Монтиселло — столица округа
- Тиллар
- Уилмар
- Уинчестер